# Izabela Burgundska, njemačka kraljica
Izabela Burgundska (1270. – kolovoz 1323.) bila je francuska plemkinja i njemačka kraljica. Bila je kći Huga IV. Burgundskoga i njegove druge žene, Beatrice Navarske.
Godine 1272., Izabela je zaručena za Karla Flandrijskog, sina grofa Flandrije. Karlo je umro 1277. godine.
Izabela se 6. veljače 1284. udala za kralja Rudolfa I., ali je par bio bez djece. Rudolf, koji je imao više od 60 godina tijekom vjenčanja, umro je 15. srpnja 1291. Udova Izabela vratila se u Burgundiju i postala gospa Vieux-Châteaua.
Izabela je umrla 1323. godine.